# Selena (chanteuse)
Pour les articles homonymes, voir Selena et Perez.
Ne doit pas être confondu avec Sonia & Selena ou Selena Gomez.
Selena Quintanilla-Pérez, simplement dite Selena, est une chanteuse, compositrice, porte-parole, femme d'affaires, mannequin, actrice et créatrice de mode américaine, née le 16 avril 1971 à Lake Jackson (Texas) et morte assassinée le 31 mars 1995 à Corpus Christi (Texas).
Surnommée la « reine de la musique tejano », ses contributions à la musique et à la mode ont fait d'elle l'une des artistes mexico-américaines les plus célèbres de la fin du XXe siècle. Le magazine Billboard l'a désignée comme l'artiste latine la plus vendue de la décennie 1990, tandis que sa collaboration posthume avec MAC Cosmetics est devenue la collection de célébrités la plus vendue de l'histoire des cosmétiques. Les médias l'ont surnommée la « Madonna texane » pour ses choix vestimentaires. Elle figure également parmi les artistes latino-américains les plus influents de tous les temps et on lui attribue le mérite d'avoir catapulté un genre musical sur le marché grand public.
Benjamine de la famille Quintanilla, elle a fait ses débuts sur la scène musicale en tant que membre du groupe Selena y los Dinos, qui comprenait également ses frères et sœurs aînés A. B. Quintanilla et Suzette Quintanilla. Dans les années 1980, elle a souvent été critiquée et s'est vu refuser des réservations dans des salles de spectacles du Texas pour avoir interprété de la musique Tejano, un genre musical dominé par les hommes. Cependant, sa popularité a augmenté après qu'elle a remporté le Tejano Music Awards de la chanteuse de l'année en 1987, qu'elle a remporté neuf fois de suite. Elle signe avec EMI Latin en 1989 et sort son premier album éponyme la même année, tandis que son frère devient son principal producteur de musique et auteur-compositeur.
Selena a sorti Entre a mi mundo (1992), qui a atteint la première place du « Billboard Regional Mexican Albums » pendant huit mois consécutifs. Le succès commercial de l'album a conduit les critiques musicaux à le qualifier d'enregistrement « décisif » de sa carrière musicale. L'un de ses singles, Como la flor, est devenu l'une de ses chansons les plus populaires. Live ! (1993) a remporté le prix du meilleur album mexicain/américain aux Grammy Awards de 1994, devenant ainsi le premier enregistrement d'une artiste Tejano à le faire. En 1994, elle sort Amor prohibido, qui devient l'un des albums latins les plus vendus aux États-Unis. Il a été salué par la critique comme étant à l'origine de la première ère de commercialisation de la musique Tejano, qui est devenue l'un des sous-genres de musique latine les plus populaires de l'époque.

## Vie et carrière

### 1971-1988: enfance et début de carrière
Selena Quintanilla est née le 16 avril 1971 à Lake Jackson, au Texas. Elle est le plus jeune enfant de Marcella Ofelia Quintanilla (née Samora), d'ascendance cherokee, et d'Abraham Quintanilla Jr, un ancien musicien mexicano-américain. Selena a été élevée comme témoin de Jéhovah. Quintanilla Jr a remarqué ses capacités musicales lorsqu'elle avait six ans. Quintanilla Jr. ouvre son premier restaurant Tex-Mex, Papa Gayo's, où Selena et ses frères et sœurs Abraham III (à la guitare basse) et Suzette Quintanilla (à la batterie) se produisent souvent. L'année suivante, le restaurant est contraint de fermer après une récession causée par la surabondance de pétrole des années 1980. La famille a déclaré faillite et a été expulsée de sa maison,. Ils se sont installés à Corpus Christi, au Texas ; Quintanilla, Jr. est devenu le manager du groupe nouvellement formé, Selena y Los Dinos et a commencé à en faire la promotion,,. Ils avaient besoin d'argent et jouaient au coin des rues, dans les mariages, les quinceañeras et les foires,.
Alors que sa popularité en tant que chanteuse grandissait, les exigences de Selena en matière de spectacles et de voyages ont commencé à interférer avec son éducation. Son père l'a retirée de l'école alors qu'elle était en huitième année. Son professeur Marilyn Greer désapprouvait la carrière musicale de Selena. Elle a menacé de dénoncer Quintanilla, Jr. au Texas Board of Education, estimant que les conditions auxquelles Selena était exposée étaient inappropriées pour une fille de son âge. Quintanilla Jr. a dit à Greer de « s'occuper de ses affaires ». D'autres enseignants ont exprimé leurs inquiétudes lorsqu'ils ont remarqué à quel point Selena semblait fatiguée lorsqu'elle arrivait à l'école. À dix-sept ans, Selena a obtenu un diplôme d'études secondaires à l'American School of Correspondence de Chicago et a également été acceptée à l'Université d'État de Louisiane. Elle s'est inscrite à la Pacific Western University (en), prenant l'administration des affaires comme matière principale.
Quintanilla, Jr. a remis à neuf un vieux bus ; il l'a nommé « Big Bertha » et la famille l'a utilisé comme bus de tournée. Au cours des premières années de tournée, la famille chantait pour manger et avait à peine assez d'argent pour payer l'essence. En 1984, Selena a enregistré son premier disque LP, Selena y Los Dinos, pour Freddie Records. Bien qu'elle ait voulu enregistrer des chansons en anglais, Selena a enregistré des compositions de musique Tejano ; un genre masculin, de langue espagnole avec des influences allemandes, de polka, de jazz et de musique country, popularisé par les Mexicains vivant aux États-Unis. Quintanilla Jr. pensait que Selena devait enregistrer des compositions musicales liées à son héritage. Pendant les sessions d'enregistrement de l'album, Selena a dû apprendre l'espagnol phonétiquement avec les conseils de son père. En 1985, pour promouvoir l'album, Selena est apparue sur le Johnny Canales Show (en), un programme radio populaire en langue espagnole, sur lequel elle a continué à apparaître pendant plusieurs années. Selena a été découverte par le musicien Rudy Trevino, fondateur des Tejano Music Awards, où elle a remporté le prix de la chanteuse de l'année en 1987 et pendant neuf années consécutives par la suite. Le groupe était souvent refusé par les salles de concert du Texas en raison de l'âge des membres et parce que Selena était leur chanteuse principale. Son père s'est souvent entendu dire par les promoteurs que Selena n'aurait jamais de succès parce qu'elle était une femme dans un genre historiquement dominé par les hommes. En 1988, Selena avait sorti cinq autres disques 33 tours : Alpha (1986), Munequito de Trapo (1987), And the Winner Is... (1987), Preciosa (1987) et Dulce Amor (1988).

### 1989–1991:Selena,Ven Conmigo, et relation avec Chris Pérez

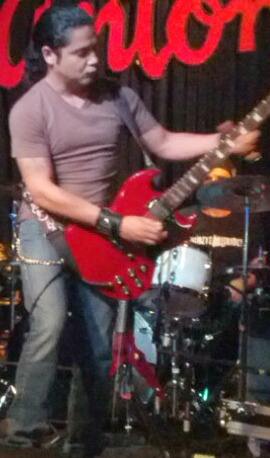
Chris Pérez (photo de 2012) et Selena ont entamé une relation, malgré la désapprobation de son père.

José Behar, du nouveau label EMI Latin Records, ainsi que le nouveau directeur de Sony Music Latin, ont vu Selena se produire lors des Tejano Music Awards de 1989. Behar était à la recherche de nouveaux groupes latins et voulait faire signer Selena à Capitol Records, le label d'EMI, tandis que Sony Music Latin offrait à Quintanilla Jr. le double du cachet de Capitol. Behar pensait avoir découvert la « prochaine Gloria Estefan », mais son supérieur a qualifié Behar d'illogique car il était dans le sud du Texas depuis moins d'une semaine,. Quintanilla, Jr. a choisi l'offre d'EMI Latin en raison du potentiel d'un album crossover et voulait que ses enfants soient les premiers musiciens à signer sur le label. Avant que Selena ne commence à enregistrer son premier album, Behar et Stephen Finfer (en) lui ont demandé de réaliser un album crossover. Elle a enregistré trois compositions en anglais pour les responsables de la division pop d'EMI. La demande de Behar et Finfer pour un album crossover a été refusée et on a dit à Selena qu'elle avait besoin d'une plus grande base de fans pour vendre un tel album. Behar pense qu'EMI Records et le public ne croient pas qu'une femme mexicano-américaine puisse avoir un « potentiel crossover » après que Charles Koppelman a refusé le projet.
Selena a sorti son premier album éponyme le 17 octobre 1989. La chanteuse a enregistré la plupart des chansons aux studios AMEN à San Antonio, au Texas ; Sukiyaki et My Love ont été enregistrés aux studios Sunrise à Houston. Selena a écrit la seconde et voulait que la chanson soit incluse dans l'album. Son frère A.B. est devenu le principal producteur de disques et auteur-compositeur de Selena pendant la majeure partie de sa carrière musicale, mais il n'a pas écrit les titres Sukiyaki, Contigo quiero estar et No te vayas. Sukiyaki a été enregistré à l'origine en japonais dans les années 1960 par Kyū Sakamoto ; Selena a utilisé une traduction en espagnol d'une version anglaise de la chanson par Janice Marie Johnson, Selena a atteint la septième place du classement américain Billboard Regional Mexican Albums, devenant ainsi le premier enregistrement de Selena à débuter dans un classement musical national. L'album s'est mieux porté que d'autres enregistrements d'autres chanteuses Tejano contemporaines.
La même année, Coca-Cola a demandé à Selena de devenir l'un de ses porte-parole au Texas. Le jingle utilisé dans ses deux premières publicités pour la compagnie a été composé par A.B. et Chris Pérez, ce dernier ayant rejoint Selena y Los Dinos quelques mois plus tôt en tant que nouveau guitariste du groupe. Pérez a commencé à éprouver des sentiments romantiques pour Selena, bien qu'il ait une petite amie à San Antonio. Après un voyage au Mexique avec le groupe, Pérez pense qu'il serait mieux pour eux deux de prendre ses distances avec elle, mais il trouve cela impossible et choisit d'essayer de construire une relation avec elle. Ils ont exprimé leurs sentiments l'un pour l'autre dans un restaurant Pizza Hut et sont devenus un couple peu après,. Pérez et Selena ont caché leur relation, craignant que Quintanilla Jr. ne tente de la briser,.
Selena a sorti son deuxième album studio, Ven conmigo, en septembre 1990. Trois titres de l'album sont sortis en tant que singles : Ya ves, La Tracalera, et Baila esta cumbia (en). Ce dernier, une chanson Tejano cumbia, est devenu l'un des singles les plus populaires de Selena. Sa popularité s'est accrue au Mexique, où est sorti un album de compilation portant le nom du single, qui a été certifié platine par l'Asociación Mexicana de Productores de Fonogramas y Videogramas (AMPROFON), indiquant des ventes de 150 000 unités,.
Une infirmière et fan du nom de Yolanda Saldívar a demandé à Quintanilla, Jr. de créer un fan club à San Antonio. Saldívar a eu cette idée après avoir assisté à l'un des concerts de Selena. Quintanilla, Jr. a approuvé la demande de Saldívar ; il pensait que le fan club apporterait plus de visibilité au groupe. Saldívar devient rapidement une amie proche de Selena et de la famille ; on lui fait confiance et elle devient présidente par intérim du fan-club en 1991. La même année, le chanteur salvadorien Álvaro Torres (en) compose un duo qu'il souhaite enregistrer avec Selena. La chanson, Buenos amigos (en), a été produite par Enrique Elizondo et est sortie sur le dixième album studio de Torres, Nada se compara contigo (en) (1991). Buenos amigos a atteint la première place du classement américain Billboard Top Latin Songs, offrant à Selena son premier single numéro un. Le clip de la chanson a valu à Selena et Torres deux nominations aux Billboard Music Awards 1992. La chanson a également été nommée pour le duo de l'année aux Tejano Music Awards 1992. La biographe Deborah Parédez a écrit que le titre a permis à Selena de faire une tournée sur les côtes ouest et est des États-Unis. Selon John Lannert du magazine Billboard, Buenos amigos a bénéficié d'une diffusion accrue sur les stations de radio régionales mexicaines et tejano, qui avaient auparavant écarté les enregistrements de Selena.

### 1992–1993: fugue,Entre a Mi MundoetSelena Live
Après avoir découvert la relation de Chris Pérez avec sa fille, Quintanilla Jr. arrête le bus du groupe et fait descendre Pérez. Il a qualifié Pérez de « cancer dans ma famille » et a menacé de dissoudre le groupe s'ils poursuivaient leur relation,. Selena et Pérez ont cédé ; Quintanilla, Jr. a renvoyé Pérez du groupe et a empêché Selena de partir avec lui. Après son licenciement, Pérez et Selena ont continué secrètement leur relation,. Le matin du 2 avril 1992, Selena et Pérez ont décidé de s'enfuir, croyant que Quintanilla Jr. n'approuverait jamais leur relation,. Selena pensait que son père les accepterait s'ils étaient mariés, et qu'ils n'auraient pas à cacher leurs sentiments l'un pour l'autre. Quelques heures après leur mariage, les médias annoncent la fugue du couple. La famille de Selena a essayé de la retrouver ; Quintanilla Jr. n'a pas bien pris la nouvelle et s'est mis à l'écart pendant un certain temps. Selena et Pérez se sont installés dans un appartement à Corpus Christi. Dans des interviews, Quintanilla Jr. a exprimé sa crainte que Pérez ne soit un machiste, qui forcerait Selena à mettre fin à sa carrière et à ses objectifs musicaux, ce qui a empêché Quintanilla Jr. d'accepter que Pérez convienne à Selena à l'époque. Il a ensuite contacté Pérez, s'est excusé, a accepté le mariage et a repris Pérez dans le groupe.
Un mois après sa fugue, Selena a sorti son troisième album studio, Entre a mi mundo, en mai 1992. L'album a été acclamé par la critique comme son « album de lancement »,,. L'enregistrement a atteint la première place du classement Billboard US Regional Mexican Albums pendant huit mois consécutifs ; il a été certifié dix fois platine par la Recording Industry Association of America (RIAA) pour des ventes de 600 000 unités, tandis qu'au Mexique, l'album s'est vendu à 385 000 unités. Entre a mi mundo est devenu le premier album Tejano d'une artiste féminine à se vendre à plus de 300 000 exemplaires,,. Selena a été invitée à Monterrey, au Mexique, pour une tournée de presse frontalière très médiatisée, où elle a rencontré des représentants des médias musicaux. À l'époque, les artistes Tejanos étaient mal considérés par les citoyens mexicains. L'espagnol de la chanteuse était loin d'être courant ; les cadres d'EMI Latin étaient terrifiés par cela lors de la conférence de presse de l'album au Mexique. Selon Patoski, Selena a « bien joué ses cartes » pendant la conférence et a conquis les médias mexicains après que les journaux l'ont saluée comme « une artiste du peuple ». Les journaux ont trouvé qu'elle était un changement rafraîchissant par rapport aux acteurs de telenovela mexicains « qui avaient la peau claire, les cheveux blonds et les yeux verts ». Après cette publicité, Selena a été invitée à participer à plusieurs concerts dans tout le Mexique, notamment au Festival d'Acapulco en mai 1993, ce qui lui a valu les éloges de la critique. Son spectacle à Nuevo Leon le 17 septembre 1993 a été suivi par 70 000 personnes, ce qui lui a valu le titre de plus grand artiste Tejano du Mexique. L'album a produit quatre singles : Como la flor, ¿Qué Creías? (en), La carcacha et Amame (en). Como la flor est devenu l'enregistrement emblématique de Selena ; il a été acclamé par les critiques de musique comme un lanceur de carrière pour Selena. Le titre a permis à Selena de dominer les classements de musique latine et de devenir immensément populaire au Mexique — où les Mexicano-Américains n'étaient généralement pas appréciés des citoyens — ce qui a été bien accueilli par les critiques. Le titre a été nommé pour la chanson de l'année aux Tejano Music Awards de 1993. Le single a atteint la sixième place du classement américain Billboard Top Latin Songs. En 1994, Entre a Mi Mundo s'est classé deuxième album mexicain le plus vendu de tous les temps.
Selena a sorti Live ! un an après Entre a Mi Mundo ; il a été enregistré lors d'un concert gratuit au Memorial Coliseum de Corpus Christi, le 7 février 1993. L'album comprend des titres déjà sortis qui ont été chantés en direct et trois enregistrements en studio : No debes jugar (en), La llamada et Tú robaste mi corazón — un duo avec le musicien Tejano Emilio Navaira (en). No debes jugar et La llamada se sont hissés parmi les cinq premiers du classement américain Billboard Top Latin Songs. Live ! a remporté le Grammy Award du meilleur album mexicano-américain lors de la 36e édition des Grammy Awards. En mai 1994, Live ! a été nommé album de l'année par les Billboard Latin Music Awards. Aux Tejano Music Awards 1994, il a remporté le titre d'album de l'année, tandis qu'aux prix Lo Nuestro 1994, il a été nommé pour l'album régional mexicain de l'année. Live ! a été certifié or par la RIAA pour des ventes de 500 000 exemplaires, tandis qu'au Mexique il s'est vendu à 250 000 unités. Selena a brièvement joué aux côtés d'Erik Estrada dans une telenovela mexicaine intitulée Dos mujeres, un camino (en). En 1995, elle a entamé des négociations pour jouer dans une autre telenovela produite par Emilio Larrosa. Elle est apparue dans deux épisodes, qui ont enregistré des taux d'audience record pour la série.

### 1994–1995: aventure dans la mode, débuts dans le cinéma, etAmor prohibido
En dehors de la musique, Selena a commencé en 1994 à concevoir et à fabriquer une ligne de vêtements ; elle a ouvert deux boutiques appelées « Selena Etc. », l'une à Corpus Christi et l'autre à San Antonio. Toutes deux étaient équipées de salons de beauté internes. À la fin de 1994, « Selena Etc. » a organisé deux défilés de mode pour présenter sa ligne de vêtements. Selena (avec son groupe, Selena y Los Dinos) a organisé un concert après le deuxième défilé, le 3 décembre 1994 à l'HemisFair Arena de San Antonio. Elle était en négociation pour ouvrir d'autres magasins à Monterrey, au Mexique, et à Porto Rico. Yolanda Saldívar a géré les deux boutiques après que la famille Quintanilla ait été impressionnée par la façon dont elle gérait le fan club. Selon le magazine Hispanic Business, la chanteuse a gagné plus de cinq millions de dollars grâce à ces boutiques. Elle a été classée parmi les vingt musiciens hispaniques les plus riches qui ont réalisé les plus gros revenus en 1993 et 1994. Selena a sorti son quatrième album studio, Amor prohibido, en mars 1994. L'enregistrement a débuté à la troisième place du classement Billboard Top Latin Albums et à la première place du classement Billboard Regional Mexican Albums. Après avoir atteint la première place du Top Latin Albums, l'album est resté dans le top 5 pendant le reste de l'année et au début de 1995. Amor Prohibido est devenu le deuxième album Tejano à atteindre des ventes de 500 000 exemplaires en fin d'année, ce qui n'avait été accompli auparavant que par le groupe La Mafia,. Il est devenu l'un des albums latins les plus vendus aux États-Unis. L'album a donné naissance à quatre singles numéro un : la chanson titre (en), Bidi Bidi Bom Bom (en), No me queda más (en) et Fotos y recuerdos (en),,. Amor prohibido a été parmi les meilleures ventes d'albums aux États-Unis en 1995, et a été certifié trente-six fois platine par la RIAA pour des ventes de 2,16 millions d'albums. L'album a été nommé sur la liste de Tom Moon des mille enregistrements à écouter avant de mourir (1,000 Recordings to Hear Before You Die: A Listener's Life List) (2008).
Amor prohibido a popularisé la musique Tejano auprès d'un public plus jeune et plus large qu'à tout autre moment de l'histoire du genre,. Les deux singles, Amor prohibido et No me queda más, ont été les singles latins américains les plus populaires de 1994 et 1995, respectivement,. Le succès commercial de l'album lui a valu une nomination aux Grammy Awards pour le meilleur album mexicano-américain lors de la 37e édition des Grammy Awards en 1995. Il a remporté le prix du disque de l'année aux Tejano Music Awards de 1995 et celui de l'album régional/mexicain de l'année aux Lo Nuestro Awards de 1995. Selena a été nommée « l'une des meilleures tournées de la musique latine » pendant sa tournée Amor prohibido. Après la sortie de l'album, Selena a été considérée comme « plus grande que le Tejano lui-même », et a brisé les barrières dans le monde de la musique latine. De nombreux médias l'ont appelée la « Reine de la musique Tejano »,,,,,,. Le magazine Billboard a classé Amor prohibido parmi les enregistrements latins les plus essentiels des cinquante dernières années et l'a inclus dans sa liste des cent meilleurs albums de tous les temps. En 2017, National Public Radio (NPR) l'a classé au numéro 19 de sa liste des 150 plus grands albums réalisés par des femmes. Les ventes de l'album et de son single titulaire ont représenté le premier succès commercial de la musique Tejano à Porto Rico. Selena a enregistré un duo intitulé Donde quiera que estés avec les Barrio Boyzz, qui est sorti sur leur album du même nom en 1994. La chanson atteint la première place du classement des meilleures chansons latines, ce qui permet à Selena de faire une tournée à New York, en Argentine, à Porto Rico, en République dominicaine et en Amérique centrale, où elle n'était pas très connue,. Fin 1994, Charles Koppelman, président d'EMI, a décidé que Selena avait atteint ses objectifs sur le marché hispanophone. Il voulait la promouvoir en tant qu'artiste pop solo de langue anglaise. Selena poursuit ses tournées tandis qu'EMI commence à préparer l'album crossover, en engageant des compositeurs lauréats des Grammy Awards. Lorsque Selena se produit à guichets fermés lors d'un concert record à l'Astrodome de Houston en février 1995, le travail a déjà commencé sur l'album crossover. En 1995, elle fait une apparition dans Don Juan DeMarco, avec Marlon Brando, Johnny Depp et Faye Dunaway.

## Meurtre
La famille Quintanilla a nommé Yolanda Saldívar directrice des boutiques de Selena au début de 1994. Huit mois plus tard, Selena a signé avec Saldívar un contrat d'agent enregistré à San Antonio, au Texas. Après cet accord, Saldívar a déménagé de San Antonio à Corpus Christi pour se rapprocher de Selena. En décembre 1994, les boutiques ont commencé à souffrir de la diminution du nombre d'employés des deux magasins. Selon les membres du personnel, Saldívar renvoyait souvent les employés qu'elle n'aimait pas. Les employés des boutiques se plaignaient régulièrement du comportement de Saldívar auprès de Selena, qui rejetait ces plaintes, pensant que Saldívar n'imposerait pas de façon négative des décisions erratiques à l'entreprise de mode de Selena. Selon le père de Selena, le personnel s'est ensuite tourné vers lui et a commencé à l'informer du comportement de Saldívar. Quintanilla Jr. a pris ces allégations au sérieux ; il a dit à Selena de « faire attention » et que Saldívar n'était peut-être pas une bonne influence. Selena n'a pas tenu compte de la demande de son père, qui s’était souvent méfié des gens par le passé. En janvier 1995, Martin Gomez, le créateur de mode de Selena, sa cousine Debra Ramirez et des clients avaient exprimé leurs inquiétudes quant au comportement et aux compétences de gestion de Saldívar. Lors d'une interview de cette dernière en 1995, les journalistes du Dallas Morning News ont déclaré que sa dévotion envers Selena frôlait l'obsession.
Selon Quintanilla Jr. en janvier 1995, il a commencé à recevoir des appels téléphoniques de fans qui disaient avoir payé pour être membre du fan club de Selena et n'avoir rien reçu en retour. Il a commencé à enquêter et a découvert que Saldívar avait détourné plus de 30 000 dollars par le biais de faux chèques, à la fois du fan club et des boutiques,. Quintanilla Jr. a organisé une réunion avec Selena et Suzette la nuit du 9 mars à Q-Productions (en) pour confronter Saldívar. Il lui a présenté les incohérences concernant les fonds disparus et lui a dit que si elle ne fournissait pas de preuves réfutant ses accusations, il ferait appel à la police locale. Il a interdit à Saldívar d'avoir le moindre contact avec Selena. Cependant, Selena ne veut pas rompre leur amitié, car elle pense que Saldívar est essentielle au succès de la ligne de vêtements au Mexique. Elle souhaitait également la garder près d'elle car elle possédait des relevés bancaires, des relevés et des documents financiers nécessaires à la préparation des impôts.
Dans les jours précédant la mort de Selena, Saldívar a retardé la remise des relevés bancaires et des dossiers financiers en disant qu'elle avait été agressée physiquement et sexuellement au Mexique. Saldívar et Selena se sont présentées dans une clinique le 31 mars 1995, apparemment pour que Saldívar soit examinée pour une agression qui, selon elle, lui était arrivée à Monterrey,. Au cours de cette visite, Saldívar a été soumise à un bref examen physique par le médecin de la clinique, mais celui-ci n'incluait pas l'examen gynécologique spécifiquement pratiqué dans les cas d'agression sexuelle. L'infirmière Carla Anthony a suggéré que Saldívar devait subir l'examen pour viol à San Antonio pour trois raisons : elle y résidait, la clinique où elles étaient se trouvait à Corpus Christi, et l'agression avait eu lieu au Mexique. Par la suite, Selena a de nouveau rencontré Saldívar dans sa chambre de motel au Days Inn de Corpus Christi. Selena y a exigé les documents financiers. À 11 h 48 (CST), Saldívar a sorti une arme de son sac à main et l'a pointée sur Selena. Alors que cette dernière tentait de s'enfuir, Saldívar lui a tiré une fois dans la partie inférieure de l'épaule droite, sectionnant l'artère sous-clavière et provoquant une importante perte de sang. Grièvement blessée, Selena a couru vers le hall, laissant une traînée de sang de 119 mètres de long. Elle s'est effondrée sur le sol tandis que le réceptionniste appelait les services d'urgence, Saldívar la poursuivant toujours en la traitant de « salope ». Avant de s'effondrer, Selena a désigné Saldívar comme son agresseur et a donné le numéro de la chambre où elle avait été abattue. Pendant ce temps, Saldívar a tenté de partir dans son pick-up. Elle a cependant été repérée par une voiture de police. Elle s'est rendue après un affrontement de près de neuf heures et demie avec la police et le FBI. À ce moment-là, des centaines de fans s'étaient rassemblés sur les lieux ; beaucoup ont pleuré lorsque la police a emmené Saldívar,.
Selena est morte à son arrivée au Corpus Christi Memorial Hospital (en). Le médecin des urgences a décidé de tenter de la ranimer. Le cardiologue Louis Elkins a poursuivi le traitement et a pratiqué une intervention chirurgicale en fonction de la décision du médecin des urgences. Les médecins ont pu établir un « rythme cardiaque erratique » suffisamment longtemps pour la transférer en salle de traumatologie. Après cinquante minutes de chirurgie, elle a été déclarée morte à la suite d'une perte de sang et d'un arrêt cardiaque à 13 h 5 (CST),. Une autopsie a été pratiquée le même jour en raison de l'intérêt considérable des médias. Elle a révélé que la balle avait pénétré en haut à droite du dos de Selena, près de l'omoplate, traversé la cage thoracique, sectionné l'artère sous-clavière droite et quitté la partie supérieure droite de sa poitrine.

### Funérailles
Le 1er avril 1995, le Bayfront Plaza de Corpus Christi a organisé une veillée qui a attiré 3 000 personnes,. Au cours de l'événement, il a été annoncé qu'une exposition publique du cercueil aurait lieu à l'auditorium Bayfront le jour suivant. Les fans ont fait la queue sur près de 1,6 km. Une heure avant l'ouverture des portes, des rumeurs selon lesquelles le cercueil était vide ont commencé à circuler, ce qui a incité la famille Quintanilla à organiser une exposition à cercueil ouvert,. Environ 30 000 à 40 000 fans sont passés devant le cercueil de Selena,,. Plus de 78 000 ont signé un livre de condoléances. Les fleurs pour l'exposition du cercueil ont été importées des Pays-Bas. À la demande de la famille de Selena, les vidéos et les photos au flash ont été interdites.
Le 3 avril, six cents invités, pour la plupart des membres de la famille, ont assisté à l'enterrement de Selena au Seaside Memorial Park de Corpus Christi, au Texas, qui a été diffusé en direct par une station de radio de Corpus Christi et de San Antonio sans le consentement de la famille. Un ministre Témoin de Jéhovah de Lake Jackson a prêché en anglais, citant les paroles de l'apôtre Paul dans 1 Corinthiens 15. Des centaines de personnes ont commencé à encercler la zone dans leurs véhicules. Parmi les célébrités qui ont assisté aux funérailles de Selena, citons Roberto Pulido, Bobby Pulido, David Lee Garza (en), Navaira, Laura Canales (en), Elsa Garcia, La Mafia, Ram Herrera, Imagen Latina et Pete Astudillo. Une messe spéciale organisée le même jour au Los Angeles Sports Arena a attiré une foule de 4 000 personnes.

### Impact
Le meurtre de Selena a eu un impact considérable. Les réactions à sa mort ont été comparées à celles qui ont suivi le décès des musiciens John Lennon et Elvis Presley et celui du président américain John F. Kennedy,. Les grandes chaînes de télévision interrompent leurs programmes habituels pour annoncer la nouvelle ; Tom Brokaw parle de Selena comme de « la Madonna mexicaine ». Sa mort fait la une du New York Times pendant deux jours. De nombreuses veillées et cérémonies commémoratives sont organisées en son honneur, et les stations de radio du Texas diffusent sa musique sans interruption. Ses funérailles attirent 60 000 personnes, dont beaucoup viennent de l'extérieur des États-Unis. La communauté hispanique a été durement touchée par la nouvelle ; de nombreux fans ont parcouru des milliers de kilomètres pour voir la maison et les boutiques de Selena, ainsi que la scène du crime,. En milieu d'après-midi, on a demandé à la police de former une déviation car une file de voitures a commencé à bloquer la circulation à partir des maisons des Quintanilla. Parmi les célébrités qui auraient contacté la famille Quintanilla pour exprimer leurs condoléances figurent Gloria Estefan, Celia Cruz, Julio Iglesias et Madonna. D'autres célébrités, dont Stefani Montiel, Jaime DeAnda (de Los Chamacos) et Shelly Lares (en), sont apparues sur des stations de radio pour exprimer leurs pensées sur la mort de Selena. Un numéro du magazine People est sorti quelques jours après son meurtre. Ses éditeurs pensaient que l'intérêt allait bientôt s'émousser ; ils ont publié un numéro commémoratif une semaine plus tard lorsqu'il est devenu évident que l'intérêt était croissant. Le numéro s'est vendu à près d'un million d'exemplaires, les premier et deuxième tirages ayant été vendus en deux semaines. Il est devenu un objet de collection, une première dans l'histoire de People. Betty Cortina, rédactrice en chef du magazine, a déclaré à Biography qu'ils n'avaient jamais eu de numéro complètement épuisé ; « c'était du jamais vu ». Dans les mois qui suivent, la société publie People en Español, destiné au marché hispanique, en raison du succès du numéro consacré à Selena. Suivront Newsweek en espagnol et le magazine Latina.
Quelques jours plus tard, Howard Stern s'est moqué du meurtre et de l'enterrement de Selena, ainsi que des personnes en deuil et a critiqué sa musique. Stern a déclaré : « Cette musique ne me fait absolument rien. Alvin et les Chipmunks ont plus d'âme... Les Espagnols ont le pire goût en matière de musique. Ils n'ont aucune profondeur ». Ces commentaires ont indigné et rendu furieuse la communauté hispanique du Texas. Stern a joué les chansons de Selena avec des coups de feu en arrière-plan dans son émission,. Après qu'un mandat d'arrêt pour trouble de l'ordre public a été émis à son nom, Stern a fait une déclaration à l'antenne, en espagnol, disant que ses commentaires n'avaient pas été faits pour causer « plus d'angoisse à sa famille, ses amis et ceux qui l'aimaient »,. Stern n'a pas été formellement accusé. La League of United Latin American Citizens a boycotté l'émission de Stern, jugeant ses excuses inacceptables. Les détaillants du Texas ont retiré tout produit ayant un lien avec Stern, tandis que Sears et McDonald's ont envoyé une lettre indiquant qu'ils désapprouvaient les commentaires de Stern aux médias, car certains fans pensaient que les entreprises parrainaient l'émission de Stern. En l'espace d'une semaine, dans l'émission The Tonight Show with Jay Leno de NBC, on a demandé à Stern et à Robin Quivers (en) (son co-animateur) si les remarques de Stern sur Selena étaient acceptables. Quivers a décidé de ne pas parler de la situation pour éviter de se disputer avec Stern. Lorsque Linda Ronstadt, une chanteuse pop d'origine mexicaine, est apparue dans l'émission, elle s'est disputée avec Quivers lorsqu'elle a défendu Selena.
Le 12 avril 1995, deux semaines après la mort de Selena, George W. Bush, gouverneur du Texas à l'époque, a déclaré son anniversaire, le 16 avril, « jour de Selena » dans l'État,. Il a déclaré que Selena représentait « l'essence de la culture du sud du Texas ». En avril et en mai, des Américains d'origine européenne ont écrit au rédacteur en chef du Brazosport Facts (en) pour lui demander ce qu'il en était ; certains étaient offensés par le fait que la journée de Selena tombait le jour de Pâques. D'autres ont déclaré que « Pâques est plus important que le jour de Selena » et qu'ils pensaient que les gens devaient laisser Selena reposer en paix et continuer à vivre leur vie. Des Américains d'origine mexicaine du Texas ont écrit avec véhémence au journal. Certains ont déclaré que les autres étaient trop critiques à l'égard de la Journée de la Selena et qu'ils n'auraient pas dû répondre de manière aussi grossière.
En octobre 1995, un jury de Houston a reconnu Saldívar coupable de meurtre au premier degré et elle a été condamnée à la prison à vie avec possibilité de libération conditionnelle après 30 ans en 2025. La perpétuité avec possibilité de libération conditionnelle était la peine de prison maximale autorisée au Texas qui pouvait être imposée à l'époque. En 2002, sur ordre d'un juge, l'arme utilisée pour tuer Selena a été détruite et les morceaux ont été jetés dans la baie de Corpus Christi,. Des fans et des historiens ont désapprouvé la décision de détruire l'arme, affirmant que l'événement était historique et que l'arme aurait dû se trouver dans un musée.

## Bagage artistique
Selena possède une voix de soprano. Dans une interview d'avril 1995 avec le magazine Billboard, Behar a dit qu'il voyait Selena comme un « croisement entre Janet Jackson et Whitney Houston dans le style, la sensation et la gamme vocale ». Bien que Selena n'ait pas écrit la plupart de ses chansons, elle a incorporé du R&B, de la pop latine, de la technopop, du country et du disco dans son répertoire de musique Tejano. Mario Tarradell du Dallas Morning News a déclaré qu'au cours de sa carrière musicale, Selena « fusionne le rythme infectieux de la cumbia Tejano avec le R&B de la rue, la soul de la vieille école, le reggae du dancehall, la salsa torride et le funk trippant et bouclé ». Les enregistrements de Selena exprimaient « l'amour et la douleur, ainsi que la force et la passion », selon Charles Tatum. Elle a également enregistré des compositions indépendantes sur le thème de l'émancipation féminine : Si La Quieres, ¿Qué Creías ?, Ya Ves et Ya No, qui tournent autour des relations inappropriées et de la guérison de la violence domestique. Peter Watrous du New York Times a déclaré que la voix de Selena « tremble parfois », et qu'elle « l'a un peu malmenée ». Il poursuit : « au mieux de sa forme, elle avait une fraîcheur, une sorte de passion sans fioritures ». Ilan Stavans a qualifié sa musique de « cursi-mélodramatique, mielleuse, trop émotive, pas très éloignée de Juan Gabriel et proche d'Iglesias ». Richard Corliss, du magazine Time, a déclaré que ses chansons « sont guillerettes, joyeuses plutôt que mélancoliques », et que les premiers enregistrements, « avec leurs charts ternes à la Tijuana Brass et leurs claviers qui évoquent des calliopes, sont idéaux pour les fêtes foraines ou les manèges ». Corliss qualifie le chant de Selena de « mimétisme expert de tout, du contralto mélodramatique d'Édith Piaf aux riffs coloratura de Mariah Carey. Mais les sons sont toujours légèrement hispaniques ».
Le magazine Newsweek a qualifié les enregistrements en anglais de Selena de « mélange de pop urbaine et de chaleur latine ». Selon Texas Monthly, le frère de Selena a modernisé sa musique en lui donnant un son plus « funk et hip hop ». L'utilisation de la gamme d'émotions de Selena au cours de sa carrière musicale a été saluée par les critiques comme étant sa marque de fabrique,. A.B. a écrit des chansons de plus en plus influencées par la cumbia pour Ven conmigo (1990) ; Ramiro Burr de Billboard a déclaré que Selena et son groupe avaient « évolué vers un style rythmique qui a démontré ses prouesses croissantes pour des cumbias accrocheuses comme Baila esta cumbia (en) et la chanson titre ». L'essayiste italien Gaetano Prampolini a écrit que « la voix de Selena projetait une chaleur sonore et une joie de vivre » lors de sa critique des enregistrements de cumbia de Selena. Dans sa critique de l'album de remixes Enamorada de ti (en) (2012), Stephen Thomas Erlewine d'AllMusic a écrit que les chansons de Selena étaient « enracinées dans les années 90 et sonnent ainsi ».

## Image publique
Quintanilla, Jr. a cherché à maintenir l'image de Selena propre et familiale. En 1989, des compagnies de bière lui ont proposé de la sponsoriser, mais son père a refusé. Selena se voyait souvent refuser des concerts parce qu'elle était une chanteuse dans une scène musicale dominée par les hommes. Manuel Peña a écrit qu'après 1989, la popularité de Selena a augmenté et qu'elle est devenue une icône sexuelle après la sortie de son premier album. Charles Tatum a déclaré que Selena attirait surtout l'attention par sa beauté, sa sexualité et l'impact de sa jeunesse sur la scène musicale Tejano. Selena a déclaré qu'elle n'avait jamais voulu enregistrer de chansons explicites en raison de son éducation et parce que sa base de fans était constituée en grande partie de jeunes enfants, qui la considéraient comme un modèle. Elle a également commenté la question de son attrait sexuel pour les hommes lors de sa tentative de crossover, affirmant qu'elle restera la même et que ses enregistrements en langue anglaise s'abstiendront de tout langage grossier et de tout thème sexuel. En 1997, María Celeste Arrarás écrit dans son livre sur la mort de Selena que la chanteuse était une fille douce et charismatique. Selon Arrarás, Selena faisait confiance à tout le monde ; elle allait souvent faire ses courses seule, malgré les inquiétudes de son père quant à sa sécurité.
Betty Cortina du magazine People a déclaré que le choix de vêtements provocants de Selena était une émulation acceptable de Janet Jackson et Madonna, et qu'elle portait des tenues sexy qui accentuaient le corps d'une femme latina,. Cortina a également déclaré que Selena avait un style flamboyant, un corps incroyable, des courbes et des fesses. Arrarás a écrit que Selena a commencé à porter des vêtements conçus pour mettre en valeur sa silhouette galbée, qu'elle n'a jamais été perçue comme facile mais simplement sexy. Elle a également déclaré que le maquillage de Selena n'était pas vulgaire. Arrarás a également noté l'attitude amusante de Selena sur scène et a déclaré qu'elle était enjouée sur scène et en dehors. Matt S. Meier a écrit dans son livre que Selena faisait preuve d'une énergie contagieuse lors de ses concerts et a déclaré qu'elle affichait chaleur, passion et sexualité tout en exsudant un personnage terre-à-terre de la jeune fille saine d'à côté. Selena portait des tenues qui mettaient en valeur ses attributs physiques et n'avait pas peur de porter des tenues qui lui plaisaient, malgré les critiques des parents qui pensaient que le choix des tenues de Selena était inapproprié pour les jeunes filles, qui ont commencé à l'imiter. Son point de vue sur l'image publique dans l'industrie de la mode dérangeait ; elle disait être opposée à l'image selon laquelle toutes les femmes devraient être minces comme des rails et à la notion selon laquelle elles doivent porter certaines tenues et être super jeunes pour être belles.
Au début des années 1990, Selena a commencé à porter des bustiers décoratifs, des pantalons en spandex ou serrés, et des vestes attrayantes et déboutonnées pendant ses concerts. Elle s'inspire de Paula Abdul, Janet Jackson et Madonna. Lors d'une interview en 1992, Selena a déclaré que son choix de vêtements ne reflétait pas sa personnalité. NBC News a qualifié la tenue de Selena de provocante. En raison de ses choix de tenues et de ses mouvements de danse, elle a été nommée par ses fans la « Madonna mexicaine »,. Selon sa sœur Suzette, Selena dessinait et cousait souvent ses tenues dans les coulisses avec ses stylistes, quelques instants avant de monter sur scène. Quintanilla, Jr. désapprouvait les tenues de Selena, mais il les a acceptées plus tard lorsque Selena a parlé de la tendance de la mode. Selena est devenue un membre inactif des Témoins de Jéhovah en raison de ses vêtements exotiques. Lors de la séance de photos pour Entre a Mi Mundo, un photographe a fait remarquer que les choix vestimentaires de Selena affectaient énormément Quintanilla Jr. ; il quittait souvent les séances lorsque Selena apparaissait dans des tenues révélatrices. Selena est considérée comme la première femme à avoir modifié la perception de la beauté féminine sur le marché tejano. Féministe, elle a ouvert la voie à d'autres artistes féminines au cours de sa carrière,.
Après la mort de Selena, certaines célébrités ont remis en question son statut de modèle pour les femmes hispaniques. Dans son documentaire de 1999 sur la chanteuse, la réalisatrice Lourdes Portillo s'est demandé si Selena était un bon modèle pour les jeunes femmes. Portillo pensait que Selena envoyait un mauvais message aux jeunes filles en dansant dans des vêtements qui suggéraient une hypersexualisation. L'auteure américaine Sandra Cisneros a partagé l'avis de Portillo selon lequel Selena n'était pas un bon modèle pour les femmes latines. Les médias ont également partagé l'avis de Portillo ; ils ont déclaré que la famille de Selena souhaitait préserver le conte de fées de la chanteuse, et ont remis en question le rôle de Quintanilla Jr. qui a fait passer dans les médias l'image d'une Selena qui n'avait jamais fait d'erreurs, en la qualifiant de mensonges et de fausse histoire,.

## Philanthropie
Pendant son enfance, Selena a aidé des organisations telles que Toys for Tots (en). Elle était active dans la communauté latino américaine, visitant les écoles locales pour parler aux élèves de l'importance de l'éducation. À la Fulmore Junior High School d'Austin, elle a sensibilisé deux cents lycéens aux attitudes positives et à la nécessité de se fixer des objectifs pour leur vie d'adulte. Selena a exhorté les enfants à rester à l'école et à comprendre que l'alcool et la drogue ne les mèneront nulle part dans la vie. Elle passait son temps libre à aider sa communauté. Selena s'est produite à Washington, D.C., pour célébrer la création du Congressional Hispanic Caucus (en). Après le passage de l'ouragan Andrew, Selena a aidé les victimes en Floride en se produisant lors d'un concert de charité à Houston,.
En août 1994, Selena a organisé un match de baseball de charité afin de récolter des fonds pour des organisations caritatives non spécifiées. Elle a également donné de son temps à des organisations civiques telles que Drug Abuse Resistance Education (en) (D.A.R.E.) et a planifié un concert de collecte de fonds pour aider les malades du SIDA. Selena a participé au Texas Prevention Partnership, parrainé par la Texas Commission on Alcohol and Drug Abuse (Dep Corporation), qui a publié une vidéo éducative envoyée gratuitement aux étudiants. Ses vidéos pro-éducation comprenaient My Music et Selena Agrees. Elle était en préparation pour un concert de bienfaisance pour le Boys & Girls Clubs of America de Dallas-Fort Worth, au Texas.
En janvier 1995, Selena a été la tête d'affiche du festival Teach the Children à San Antonio. Le concert a permis de financer un programme à but non lucratif visant à fournir des fournitures scolaires aux enfants dans le besoin. Selena était un porte-parole pour les femmes dans des relations abusives. Elle a également apporté son aide à des refuges pour sans-abri. Selon la série télévisée d'A&E, Biography, les fans de Selena étaient souvent des minorités ; elle les encourageait à tirer le meilleur parti de leur vie.

## Héritage
Selena a contribué à redéfinir la musique latine et ses sous-genres Tejano,, cumbia et pop latine,. Elle a brisé les barrières dans le monde de la musique latine,,. Elle est considérée comme l'une des chanteuses mexico-américaines les plus importantes de la fin du XXe siècle. Le magazine People a désigné Selena comme l'une des personnes les plus intrigantes de son siècle. La sénatrice américaine Kay Bailey Hutchison a nommé Selena l'une des femmes fougueuses qui ont façonné les États-Unis. Selena est également devenue l'un des produits culturels les plus célèbres de la région frontalière entre les États-Unis et le Mexique. Elle a été appelée la « Reine de la musique Tejano », et a été décrite comme la star Tejano la plus importante et la plus populaire de tous les temps. Sa mort a été la perte la plus dévastatrice de l'histoire de la musique Tejano, selon Zach Quaintance de The Monitor. Au moment de sa mort, Selena était devenue l'une des artistes vocales mexico-américaines les plus connues, et l'artiste latine la plus populaire des États-Unis. Elle faisait l'objet d'un véritable culte parmi les Hispaniques.
Selena a été désignée comme l'une des artistes latines les plus influentes de tous les temps et a été créditée d'avoir élevé un genre musical sur le marché grand public,. Le Latin Post a qualifié la chanteuse de l'un des artistes les plus emblématiques de l'histoire de la musique latino-américaine, tandis que le New York Times l'a qualifiée de musicienne latina la plus importante du pays, en passe de devenir l'une des plus importantes, point final. Après sa mort, Selena est devenue un nom connu aux États-Unis et au Mexique et a fait partie de la culture pop américaine,. Elle est devenue plus populaire dans sa mort que de son vivant. Après sa mort, sa popularité parmi la population hispanique a été comparée à celles de Marilyn Monroe et de Madonna dans la culture anglo-américaine. Selon l'auteur Carlota Caulfield, Selena était l'une des chanteuses latines les plus populaires des années 1990. La popularité de Selena a attiré la communauté LGBT et les groupes minoritaires aux États-Unis,. La popularité de la musique Tejano a diminué après sa mort et ne s'est pas rétablie,. John Lannert, de Billboard, a déclaré dans une interview à Biography en 2007 que lorsque Selena est morte, le marché Tejano est mort avec elle.
Dreaming of You, l'album crossover sur lequel Selena travaillait au moment de sa mort, est sorti en juillet 1995. Il s'est vendu à 175 000 exemplaires le jour de sa sortie aux États-Unis — un record à l'époque pour une chanteuse — et se vend à 331 000 exemplaires la première semaine,. Selena est devenue la troisième artiste féminine à vendre plus de 300 000 unités en une semaine, après Janet Jackson et Mariah Carey. L'album a débuté à la première place du Billboard 200 américain, devenant le premier album d'une artiste hispanique à le faire,,. Il a permis à Selena de devenir la première artiste solo à faire entrer un album posthume à la première place et a rejoint simultanément cinq des albums studio de Selena dans le classement, faisant de Selena la première artiste féminine de l'histoire du Billboard à le faire. L'album a été certifié cinquante-neuf fois platine, pour des ventes de 3,54 millions d'unités aux États-Unis seulement. En 2017, s'était vendu à plus de 2,942 millions d'exemplaires aux États-Unis, ce qui en fait l'album latin le plus vendu de tous les temps dans le pays, selon Nielsen SoundScan. En 2015, l'enregistrement s'était vendu à cinq millions d'exemplaires dans le monde. En 2008, Joey Guerra du Houston Chronicle a déclaré que son single principal, I Could Fall in Love (en), avait fait de la déesse Tejano une star crossover posthume. On pense que sa mort a suscité un intérêt pour la musique latine chez des personnes qui n'en connaissaient pas l'existence,,. On pense également que sa mort a ouvert les portes à d'autres musiciens latinos tels que Jennifer Lopez, Ricky Martin et Shakira.
En 1995, l'administration de la sécurité sociale des États-Unis a classé le nom de Selena parmi les cent noms les plus populaires pour les filles nouveau-nées, et son homonyme Selena Gomez a reconnu l'influence de Quintanilla. En décembre 1999, Selena a été nommée « meilleure artiste latine des années 90 » et « artiste latine la plus vendue de la décennie » par Billboard pour ses quatorze singles classés dans le Top Latin Songs, dont sept numéros un. Elle a été la chanteuse latine la plus vendue des années 1990 aux États-Unis et au Mexique. Selena a été nommée « meilleure chanteuse des années 80 » et « meilleure chanteuse des années 90 » lors des Tejano Music Awards 2010.

### Film posthume, vidéo en streaming et honneurs
Dans les mois qui ont suivi sa mort, plusieurs hommages lui ont été rendus. Plusieurs propositions ont été faites, telles que le changement de nom de rues, de parcs publics, de produits alimentaires et d'auditoriums. Deux mois plus tard, un hommage a été rendu lors des Lo Nuestro Awards 1995. Le prix Spirit of Hope a été créé en l'honneur de Selena en 1996 ; il a été décerné aux artistes latins qui ont participé à des causes humanitaires et civiques. Le 16 mars 2011, le service postal des États-Unis a émis un timbre commémoratif Latin Legends en l'honneur de Selena, Carlos Gardel, Tito Puente, Celia Cruz et Carmen Miranda. En février 2014, le Times Union d'Albany l'a nommée l'une des « 100 Américains les plus cool de l'histoire ». En 1998, Selena a été commémorée par un musée.
En 1995, Selena a été intronisée au Billboard Latin Music Hall of Fame (en), au Hard Rock Cafe's Hall of Fame et au South Texas Music Hall of Fame. En 2001, elle a été intronisée au Tejano Music Hall of Fame. En 2017, elle a reçu une étoile sur le Hollywood Walk of Fame. La cérémonie de dévoilement de son étoile a été suivie par environ 4 500 fans, ce qui constitue la plus grande foule jamais réunie pour une cérémonie de dévoilement. L'auteur Laurie Jasinski l'a classée parmi les vingt Texans les plus influents de tous les temps. Elle a été classée cinquième parmi les cent musiciens latins les plus influents du XXe siècle selon l'Orange County Register. La chanteuse a été affublée de nombreux épithètes par les médias, dont la reine de la cumbia, la Chicana Elvis, la reine de la culture pop hybride, la Marilyn Monroe hispanique, la Tupac Shakur de la musique latine, la reine de Corpus Christi et la princesse du peuple,. Les médias ont comparé le sens de la mode de Selena à celui de Madonna plus souvent que toute autre célébrité,,,.
En 1995, l'actrice mexicaine Salma Hayek a été choisie pour incarner Selena dans un biopic produit par la famille Quintanilla et Warner Bros. Cependant, Hayek a refusé le rôle car elle estimait qu'il était trop tôt pour fonder un film sur Selena, et que ce serait trop émouvant puisque la mort de Selena était encore couverte par la télévision américaine,. Plus de 21 000 personnes ont auditionné pour le rôle-titre, ce qui constitue la deuxième plus grande audition depuis la recherche de Scarlett O'Hara dans Autant en emporte le vent (1939),. L'actrice portoricaine-américaine Jennifer Lopez a remplacé Hayek, ce qui a d'abord suscité des critiques en raison de l'ascendance portoricaine de Lopez, mais après avoir vu sa performance, les fans ont changé d'avis. Gregory Nava a réalisé le film, qui est sorti le 21 mars 1997. Selena a ouvert dans 1 850 salles dans le monde entier et a rapporté 11 615 722 dollars, ce qui en fait le deuxième film le plus rentable de la semaine. Avec un budget de production de vingt millions de dollars, le film a rapporté trente-cinq millions de dollars aux États-Unis. C'était un succès commercial et critique et est souvent cité par les critiques comme le rôle qui a permis à Lopez de percer,. Lopez s'est élevée dans la culture pop, ce qui a contribué au succès du film.
En 1999, une comédie musicale intitulée Selena, destinée à Broadway, devait être créée à San Antonio en mars 2000 pour commémorer le cinquième anniversaire de son meurtre. Les producteurs de Broadway Tom Quinn (en), Jerry Frankel, Peter Fitzgerald et Michael Vega (en) ont mis en scène la comédie musicale, et Edward Gallardo a écrit le scénario et les paroles du spectacle. Fernando Rivas (en) a composé les chansons du spectacle. En 2000, Selena Forever (en) a été produit pour la première fois ; le spectacle a entamé une tournée dans trente villes des États-Unis avec un budget de plus de deux millions de dollars. Après un appel à candidatures national, les producteurs ont choisi Veronica Vazquez (en) pour incarner Selena ; elle a alterné dans le rôle avec Rebecca Valdez. La comédie musicale a été présentée en avant-première le 21 mars et a débuté le 23 mars à l'auditorium municipal de San Antonio.
La famille de Selena et son ancien groupe, « Los Dinos », ont organisé un concert hommage le 7 avril 2005, une semaine après le 10e anniversaire de son meurtre. Le concert, intitulé « Selena ¡VIVE ! » a été diffusé en direct sur Univision et a obtenu un taux d'audience de 35,9 %. Il s'agit de l'émission spéciale en langue espagnole la mieux notée et la plus regardée de l'histoire de la télévision américaine. L'émission spéciale a également été le programme numéro un, toutes langues confondues, chez les adultes âgés de 18 à 34 ans à Los Angeles, Chicago et San Francisco ; elle est arrivée ex æquo en tête à New York, battant l'épisode du soir de l'émission de téléréalité American Idol de la Fox. Parmi les téléspectateurs hispaniques, Selena ¡VIVE ! a dépassé le Super Bowl XLV et la telenovela Soy tu dueña au cours de la saison de la NFL la plus regardée par les Hispaniques,.
En janvier 2015, il a été annoncé qu'un événement annuel de deux jours appelé « Fiesta de la Flor » serait organisé à Corpus Christi pour Selena par le Corpus Christi Visitors Bureau. Les numéros musicaux du premier événement annuel comprenaient Kumbia All-Starz (en), Chris Pérez, Los Lobos, Jay Perez, Little Joe y la Familia, Los Palominos, Stefani Montiel de Las 3 Divas, Nina Diaz de Girl in a Coma, Las Fenix, et Clarissa Serna, candidate de The Voice,,. L'événement a permis de récolter treize millions de dollars avec une participation de 52 000 personnes, dont 72 % vivaient en dehors de Corpus Christi. L'événement a suscité l'intérêt de personnes de 35 États et de cinq pays différents, dont le Mexique, le Brésil et l'Équateur.
Le 30 août 2016, une statue de cire de Selena a été dévoilée chez Madame Tussauds Hollywood. En octobre 2016, MAC Cosmetics a sorti une ligne de maquillage Selena en édition limitée après que la productrice principale d'On Air with Ryan Seacrest (en), Patty Rodriguez (en), a lancé une pétition pour que la société le fasse et qu'elle ait recueilli plus de 37 000 signatures. Cette ligne est devenue la ligne de maquillage pour célébrités la plus vendue de l'histoire des cosmétiques. Elle a été intronisée au Texas Women's Hall of Fame de la Texas Woman's University (en) en octobre 2016. Une exposition au National Museum of American History de Washington, D.C., qui s'est tenue en 2017, s'est concentrée sur l'influence de Selena dans le marketing. En raison de son attrait massif pour les marchés général et latino, les annonceurs ont commencé à cibler des données démographiques spécifiques pour la première fois.
Google a rendu hommage à Selena le 17 octobre 2017, avec un doodle musical de sa vie. Le 11 décembre 2018, il a été annoncé qu'une série télévisée biographique basée sur la vie de Selena, intitulée Selena : La Série, sortirait sur Netflix en décembre 2020. L'actrice Christian Serratos joue le rôle principal de Selena, ce qui a été montré dans une bande-annonce teaser fin 2019. La série en deux parties est réalisée avec la participation de la famille Quintanilla et créée par Moisés Zamora,. La première partie de la série est sortie sur Netflix le 4 décembre 2020,. La deuxième et dernière partie a été lancée le 4 mai 2021.
Forever 21 a annoncé le lancement d'une ligne de vêtements célébrant son héritage nommée Selena : The White Rose Collection, sortie en 2019.
Dans une mini-série podcast en dix parties, Anything for Selena, diffusée en 2021 par WBUR et Futuro Media, la journaliste latina Maria Garcia part dans une quête intime et révélatrice pour comprendre comment Selena est devenue un symbole puissant des tensions autour de la race, de la classe et de la politique du corps aux États-Unis. La même année, Selena a reçu à titre posthume le Grammy Lifetime Achievement Award que sa famille a reçu au nom de l'artiste.

### Monument
Mirador de La Flor en français : « Belvédère de la fleur », également connu sous le nom de digue de Selena, est le monument en bronze grandeur nature de Selena à Corpus Christi, au Texas, sculpté par H. W. « Buddy » Tatum et dévoilé en 1997. Environ 30 000 personnes du monde entier visitent ce monument chaque année. Si le monument est resté une attraction touristique populaire, la construction de la statue a rencontré une certaine résistance de la part de la communauté locale. Dusty Durrill, un philanthrope local, a financé la construction du monument avec le soutien des dirigeants de la communauté locale.

## Discographie

### Albums studio
- Selena (1989)
- Ven conmigo (1990)
- Entre a mi mundo (1992)
- Amor prohibido (1994)
- Dreaming of you (1995)

### Albums de Selena y Los Dinos
- Mis primeras grabaciones (1984)
- The new Girl in town (1985)
- Alpha (1986)
- Muñequito de trapo (1986)
- And the winner Is... (1987)
- Preciosa (1988)
- Dulce amor (1988)

## Filmographie
| Année | Titre                  | Rôle               | Notes                      |
| ----- | ---------------------- | ------------------ | -------------------------- |
| 1993  | Dos mujeres, un camino | Elle-même          | Deux épisodes              |
| 1994  | Sábado gigante         | Elle-même          | Invitée                    |
| 1995  | Latin Nights           | Elle-même          | Documentaire télévisé      |
| 1995  | Don Juan DeMarco       | Chanteuse mariachi | Cameo (diffusion posthume) |

| Année | Titre                 | Notes              |
| ----- | --------------------- | ------------------ |
| 1997  | Selena Remembered     | Documentaire       |
| 1997  | The Final Notes       | Documentaire       |
| 1998  | Behind the music      | Épisode Selena     |
| 2005  | Selena ¡Vive!         | Hommage            |
| 2007  | Queen of Tejano Music | Documentaire       |
| 2008  | Biography             | Épisode Selena     |
| 2020  | Selena : La Série     | Drame biographique |

| Année | Titre                           | Notes                                                      |
| ----- | ------------------------------- | ---------------------------------------------------------- |
| 1995  | E! True Hollywood Story         | Épisode The Selena Murder Trial                            |
| 1998  | American Justice                | Épisode Selena Murder of a Star                            |
| 2001  | The Greatest                    | Épisode 100 Most Shocking Moments in Rock and Roll History |
| 2003  | 101                             | Épisode 101 Most Shocking Moments in Entertainment         |
| 2010  | Famous Crime Scene              | Épisode Selena                                             |
| 2009  | 100 Most Shocking Music Moments | Documentaire                                               |
| 2012  | Reel Crime/Real Story           | Épisode Selena                                             |
| 2014  | Snapped                         | Épisode Selena Death of a Superstar                        |